# كيفن ميتشيل (لاعب كرة قاعدة)
كيفن ميتشيل (بالإنجليزية: Kevin Mitchell) هو لاعب كرة قاعدة أمريكي، ولد في 13 يناير 1962 في سان دييغو في الولايات المتحدة.

## وصلات خارجية
- كيفن ميتشيل على موقع دوري كرة القاعدة الرئيسي (الإنجليزية)
- كيفن ميتشيل على موقع الدوري الياباني لكرة القاعدة (الإنجليزية)
- كيفن ميتشيل على موقعبيزبول رفرنس.كوم (الدوري الرئيسي) (الإنجليزية)
- كيفن ميتشيل على موقعبيزبول رفرنس.كوم (الدوري الثانوي) (الإنجليزية)
- كيفن ميتشيل على موقع إي إس بي إن.كوم (أم.أل.بي) (الإنجليزية)
- كيفن ميتشيل على موقع مشجعي الرسوم البيانية (الإنجليزية)